# 호세 오수나
호세 그레고리오 오수나(Jose Gregorio Osuna, 1992년 12월 12일 ~ )는 일본 센트럴 리그 도쿄 야쿠르트 스왈로스의 선수이다.